# Vlčice (Loštice)
Vlčice (německy Wolfsdorf) jsou osada a základní sídelní jednotka města Loštice v okrese Šumperk. Nachází se na levém břehu řeky Třebůvky, asi 2,5 km jihozápadně od centra Loštic a asi 6 km jihozápadně od Mohelnice. V roce 2011 zde žilo 150 obyvatel v 58 domech.
Osadou prochází silnice III/37322. První písemná zmínka pochází z roku 1575. Nachází se zde kaple. Narodil se zde novinář Willibald Müller.
| Rok            | 1869 | 1880 | 1890 | 1900 | 1910 | 1921 | 1930 | 1950 | 1961 | 1970 | 1980 | 1991 | 2001 | 2011 |
| -------------- | ---- | ---- | ---- | ---- | ---- | ---- | ---- | ---- | ---- | ---- | ---- | ---- | ---- | ---- |
| Počet obyvatel | –    | 91   | 88   | 89   | 131  | –    | 105  | –    | –    | 234  | 194  | 170  | 163  | 150  |
| Počet domů     | –    | 17   | 18   | 18   | 18   | 18   | 20   | –    | –    | 52   | 51   | 57   | 57   | 58   |